# Vecsés
Vecsés − miasto na Węgrzech, w komitacie Pest, w powiecie Monor.
Pierwsza wzmianka pochodzi z 1318. Prawa miejskie miejscowość otrzymała 1 lipca 2001. Przebiega tędy Droga krajowa nr 4.

## Miasta partnerskie
- Lăzarea
- Rheinstetten